# Barnoldswick Town F.C.
Câu lạc bộ bóng đá Barnoldswick Town là một câu lạc bộ bóng đá có trụ sở tại Barnoldswick, Lancashire, Anh. Đội hiện đang là thành viên của North West Counties League Premier Division và thi đấu tại at Greenberfield Lane. Đội trực thuộc West Riding County Football Association.

## Lịch sử
Đội bóng Barnoldswick Town ban đầu tham gia Lancashire Combination vào năm 1924. Sau khi xếp cuối giải vào các mùa giải 1932-33 và 1933-34, họ rời giải đấu. Đội gia nhập Yorkshire League năm 1935, nhưng rời đi sau một mùa giải duy nhất, và sau đó giải thể.
Câu lạc bộ hiện đại được thành lập vào năm 1972 với tên gọi Barnoldswick United (1972), và tham gia Craven & District League, thi đấu cho đến khi gia nhập East Lancashire League vào đầu những năm 1990. Năm 1997, đội chuyển sang thi đấu tại Division Two của West Lancashire League. Sau khi kết thúc với vị trí á quân trong mùa giải đầu tiên, họ được thăng hạng lên Division One.
Mùa giải tiếp theo, họ vô địch Division One, thăng hạng Premier Division. Năm 2003, câu lạc bộ tiếp nhận Barnoldswick Park Rovers và Salterforth Juniors, và được đổi tên thành Barnoldswick Town. Vị trí thứ sáu trong mùa giải 2008-09 là đủ để giúp họ thăng hạng lên Division One của North West Counties League. Đội đã giành được các suất thăng hạng liên tiếp sau khi kết thúc với tư cách á quân ở Division One trong mùa giải 2009-10, và được thăng hạng lên Premier Division.

## Danh hiệu
- West Lancashire League
  - Vô địch Division One 1998-99
- Craven Cup
  - Vô địch 1987-88, 1993-94, 1997-98, 2010-11
- Morrison Cup
  - Vô địch 1985-86, 1994-95, 1996-97

## Kỉ lục
- Thành tích tốt nhất tại Cúp FA: Vòng loại thứ nhất, 2017-18[5]
- Thành tích tốt nhất tại FA Vase: Vòng Ba, 2012-13[5]
- Kỉ lục số khán giả: 554 với FC United of Manchester, 23 tháng 7 năm 2015[1]